# Scaunul Ciuc

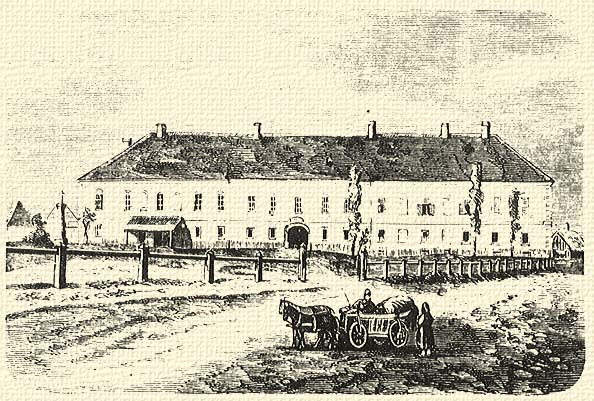
Fostul sediu al Scaunului Ciuc

Scaunul Ciuc (în latină Sedes Csikiensis, în maghiară Csíkszék) a fost o unitate administrativă în Ungaria Medievală. Scaunul Ciuc avea arondate două scaune filiale (sedes filialis), la Giurgeu (Gyergyó) și Cașin (Kászon).
Administrația scaunului Ciuc își avea inițial sediul la Șumuleu Ciuc. După ce căpitanul Francisc Mikó a construit Castelul Mikó din Miercurea Ciuc, centrul politic scăunal s-a mutat la Miercurea Ciuc. Între anii 1825-1844 a fost construit un nou sediu al Scaunului Ciuc, în Șumuleu Ciuc. Clădirea respectivă a servit drept sediu scăunal până la desființarea scaunelor în anul 1876.